# Helicoconis kaszabi
Helicoconis kaszabi är en insektsart som beskrevs av H. Aspöck och U. Aspöck 1968. Helicoconis kaszabi ingår i släktet Helicoconis och familjen vaxsländor. Inga underarter finns listade i Catalogue of Life.